# Xanca andina
La xanca andina (Grallaria andicolus) és una espècie d'ocell de la família dels gral·làrids (Grallariidae).

## Hàbitat i distribució
Espesures de falgueres, dens sotabosc i vegetació de muntanya dels Andes, del nord, centre i sud-est del Perú i oest de Bolívia.